# Manuel de codage des textes hiéroglyphiques en vue de leur saisie informatique
C'est dans les années 1980 et avec l'avènement de l'informatique que le problème du codage des textes hiéroglyphiques en vue de leur saisie et de leur traitement informatique prend de l'ampleur. 
Les différentes réunions de spécialistes aboutiront en 1985 à l'adoption du Manuel de codage des textes hiéroglyphiques en vue de leur saisie informatique conçu par Jan Buurman, Nicolas Grimal, Michael Hainsworth, Jochen Hallof et Dirk van der Plas. Ce système est devenu le standard de classification et de codage des hiéroglyphes de l'égyptologie moderne. Il combine la classification des signes de Gardiner (avec les codes lettres plus chiffre), enrichie des signes manquants, avec un codage de certains hiéroglyphes par phonème. De plus, il propose un système de mise en page qui permet d'indiquer la position d'un signe par rapport à un autre.

## Codage des hiéroglyphes
Le manuel de codage des hiéroglyphes utilise deux systèmes de codage qui peuvent être combinés dans un même mot.

### Liste de Gardiner étendue
La première méthode pour définir un hiéroglyphe donné est d'utiliser son code de liste des signes de Gardiner. Ce code unique est composé de deux parties (plus une optionnelle) :
- une lettre représentant la catégorie à laquelle appartient le hiéroglyphe,
- un nombre représentant le rang du hiéroglyphe à l'intérieur de sa catégorie.

Les catégories sont identiques à celles définies par Alan Henderson Gardiner. Seul le nombre de hiéroglyphes dans ces catégories a été étendu.
Classification dite de Gardiner : 
- A. Homme et ses occupations
- B. Femme et ses occupations
- C. Divinités anthropomorphes
- D. Parties du corps humain
- E. Mammifères
- F. Parties de mammifères
- G. Oiseaux
- H. Parties d'oiseaux
- I. Animaux amphibiens, reptiles
- K. Poissons et parties de poissons
- L. Invertébrés et animaux inférieurs
- M. Arbres et plantes
- N. Ciel, terre et eau
- O. Bâtiments et parties de bâtiments
- P. Bateaux et parties de bateaux
- Q. Meubles domestiques et funéraires
- R. Meubles rituels et emblèmes sacrés
- S. Couronnes, vêtements et ustensiles
- T. Armes, chasse et boucherie
- U. Instruments agricoles et outils
- V. Cordes, corbeilles et sacs
- W. Récipients en pierre et poteries
- X. Pains et gâteaux
- Y. Écriture, jeux et musique
- Z. Traits géométriques
- Aa. Signes non classés

Exemple :
| Le nom de Sa-Rê | - Le canard est le 39e hiéroglyphe de la catégorie « Oiseaux » (G) et sera donc noté G39. - Le soleil est le 5e hiéroglyphe de la catégorie « Ciel, terre et eau » (N) et sera donc noté N5. |

L'avantage de ce codage est d'offrir un code unique pour chaque hiéroglyphe.

### Les phonèmes
Le système d'écriture hiéroglyphique utilisait largement les glyphes en tant que phonèmes. Par exemple, le nom du dieu Amon s'écrivait i, mn, n, plus un déterminatif divin ; ainsi, trois des quatre hiéroglyphes composant ce nom sont phonétiques. Bien qu'il existe des hiéroglyphes homonymes, le phonème d'un hiéroglyphe suffit souvent pour le déterminer et surtout, il est bien plus parlant qu'un code Gardiner. Par exemple, i définit bien plus efficacement son hiéroglyphe associé que M17, son équivalent dans la liste de Gardiner.

Ainsi, 
| i | mn · n |

 peut se retranscrire M17-Y5:N35 aussi bien que i-mn:n.

## L'organisation spatiale
En dehors des hiéroglyphes proprement dits, le Manuel de Codage offre une syntaxe permettant de retranscrire le plus fidèlement possible l'organisation spatiale des hiéroglyphes dans le texte. 

### Séparateurs
L'espace ou le trait d'union - (signe moins) permettent de définir la séparation entre les hiéroglyphes. Par exemple, anx-w-A1-A1-A1 ou anx w A1 A1 A1 (ânkhou) donne : 
| anx | w | A1 | A1 | A1 |

Le point d'exclamation ! est le signe de fin de ligne alors qu'un double point d'exclamation !! indique un saut de ligne. Ainsi, anx-w-!-A1-A1-A1 donne : 
| anx | w |

| A1 | A1 | A1 |

### Superposition
Le signe deux points : permet de juxtaposer verticalement des hiéroglyphes (ou des groupes de hiéroglyphes s'ils sont liés). Par exemple, i-mn:n (imen, Amon) fait se superposer les signes  mn et  n et donne : 
| i | mn · n |

On peut superposer plus de deux hiéroglyphes ; Par exemple n:A1-n:n:n donne : 
| n&A1 | mw |

### Juxtaposition
Le signe de juxtaposition * (astérisque) permet de définir un groupe de hiéroglyphes pouvant être superposés ensemble. Ainsi dans Htp:t*p (hotep), t et p se trouvent ensemble sous le signe Htp. Ce qui donne : 
| Htp · t · p |

## Quelques logiciels utilisant le manuel de codage
- WikiHiero
- Inscribe
- JSesh
- MacScribe
- Winglyph
- Projet Rosette (version gratuite en ligne)